# Karanggedong
Karanggedong is een bestuurslaag in het regentschap Temanggung van de provincie Midden-Java, Indonesië. Karanggedong telt 2268 inwoners (volkstelling 2010).